# 前背雙鰭電鰩
前背雙鰭電鰩（学名：Narcine prodorsalis），又名前背雙鰭電鱝、電魴、雷魚，为軟骨魚綱電鱝目雙鰭電鰩科雙鰭電鰩屬下的一个种，被IUCN列為瀕危保育類動物，分布於印度西太平洋區，從印度至中國南海、台灣至印尼爪哇島海域，深度可達40公尺，本魚頭部、軀幹和胸鰭連成一體，形成光滑之圓體盤，和尾鰭明顯分開，兩側通常各具一縱走之皮褶，眼小、口小，唇厚，能稍微突出，具強大之唇軟骨，齒細小，排列緊密成鋪石狀，背鰭2個，頭側及胸鰭間具有發電器官，體背紅褐色，密布大小不等的暗斑，較大的斑點通常位於眼睛及噴水孔的兩側、體盤的側邊及後端，尾鰭亦具小暗斑，體長可達40公分，棲息在沿岸沙泥底質海域，屬夜行性底棲魚類，肉食性，身體的發電器官可用來防禦或捕食，生活習性不明。